# Klunketiden
Klunketiden er en populær betegnelse for stilperioden historicisme fra ca. 1880 til 1900. Her var klunker, der er uldkugler med en kvast, et yndet possement på mange polstrede møbler. Tiden kaldes også Victoriatiden, som i England er 1837-1901, hvor Dronning Victoria regerede.
Udtrykket er kendt fra Otto Rungs erindringsbog "Fra min Klunketid". Bogen "... giver et straalende, men ikke just noget elskværdigt Billede
af Klunketiden, Christian den Niendes København, med Standsforskel, Fyfinhed, mærkelige sociale Indretninger og mærkelige, men aldrig kedelige Mennesker."
Efter Klunketiden fulgte den Edwardianske periode.